# Lasiosphaeria hispidula
Lasiosphaeria hispidula är en svampart som beskrevs av Sacc. & Speg. 1878. Lasiosphaeria hispidula ingår i släktet Lasiosphaeria och familjen Lasiosphaeriaceae.   Inga underarter finns listade i Catalogue of Life.